# مصطفى حمدي
مصطفى حمدي هو لاعب رماية مصري، ولد في 18 يناير 1972.

## وصلات خارجية
- مصطفى حمدي على موقع أوليمبيديا (الإنجليزية)